# Ventridens virginicus
Ventridens virginicus är en snäckart som först beskrevs av Vanatta 1936.  Ventridens virginicus ingår i släktet Ventridens och familjen Zonitidae. Inga underarter finns listade i Catalogue of Life.